# Lunino (Kaliningrad, Baltijsk)
Lunino (russisch Лунино, deutsch Dargen, Kreis Fischhausen/Samland) ist ein Ort in der russischen Oblast Kaliningrad. Er gehört zum Stadtkreis Baltijsk.

## Geographische Lage
Lunino liegt 32 Kilometer westlich der Oblasthauptstadt Kaliningrad (Königsberg) und zwei Kilometer nordwestlich der ehemaligen Kreisstadt Primorsk (Fischhausen) an einer Zementpiste, die von der Regionalstraße 27A-013 (ex A192) in Primorsk nach Nordwesten abzweigt und zu einem weitflächigen militärischen Übungsgeländes beim inzwischen untergegangenen Dorfes Sanglienen (russisch: Chmeljowka) führt. Die nächste Bahnstation ist Primorsk-Nowy an der Bahnstrecke Baltijsk–Kaliningrad (Pillau–Königsberg).

## Geschichte
Das 1327 gegründete und bis 1946 Dargen genannte Dorf bestand vor 1945 aus mehreren großen und kleinen Höfen. Im Jahre 1874 wurde die Landgemeinde in den neu errichteten Amtsbezirk Domäne Fischhausen im Landkreis Fischhausen eingegliedert. Im Jahre 1930 wurde Dargen von dem in Auflösung begriffenen Amtsbezirk Domäne Fischhausen in den Nachbaramtsbezirk Tenkitten (russisch: Beregowoje) umgegliedert.
In Folge des Krieges kam Dargen 1945 mit dem nördlichen Ostpreußen zur Sowjetunion. Im Jahr 1950 erhielt der Ort die russische Bezeichnung Lunino und wurde gleichzeitig dem Dorfsowjet Logwinski selski Sowet im Rajon Primorsk zugeordnet. Noch im selben Jahr erfolgte die Eingliederung in den Zwetnowski selski Sowet. Später unterstand Lunino der Stadt Primorsk. Von 2008 bis 2018 gehörte Lunino zur Stadtgemeinde Baltijskoje gorodskoje posselenije im Rajon Baltijsk und seither zum Stadtkreis Baltijsk.

### Einwohnerentwicklung
| Jahr | Einwohner |
| ---- | --------- |
| 1910 | 110       |
| 1933 | 158       |
| 1939 | 147       |
| 2010 | 492       |

## Kirche
Die mehrheitlich evangelische Bevölkerung Dargens war bis 1945 in das Kirchspiel der Pfarrkirche in Fischhausen (heute russisch: Primorsk) eingegliedert. Es gehörte zum Kirchenkreis Fischhausen in der Kirchenprovinz Ostpreußen der Kirche der Altpreußischen Union. Der letzte deutsche Geistliche vor 1945 war Pfarrer Armin Fligge. Heute liegt Lunino im Einzugsbereich der evangelisch-lutherischen Gemeinde in Swetly (Zimmerbude), einer Filialgemeinde der Auferstehungskirche in Kaliningrad (Königsberg) in der Propstei Kaliningrad der Evangelisch-lutherischen Kirche Europäisches Russland.